# Bacillocnemis
Bacillocnemis is een monotypisch geslacht van spinnen uit de  familie van de Philodromidae (renspinnen).

## Soort
- Bacillocnemis anomala Mello-Leitão, 1938